# Stenomylinae
Stenomylinae — вимерла підродина ссавців з родини верблюдових (Camelidae). Підродина містить такі роди: Miotylopus, Pseudolabis, Blickomylus, Rakomylus, Stenomylus, Wyomylus. Скам'янілості виявлено в Канаді, Мексиці та США — всього 57 колекцій.